# Хвойнинское городское поселение
Хвойнинское городское поселение — упразднённое муниципальное образование в Хвойнинском муниципальном районе Новгородской области России.
Административный центр — рабочий посёлок Хвойная.
В марте 2020 года упразднено в связи с преобразованием муниципального района в муниципальный округ.

## История
Хвойнинское городское поселение образовано в соответствии с законом Новгородской области от 11 ноября 2005 года № 559-ОЗ. 

## Население
| 2009  | 2010  | 2012  | 2013  | 2014  | 2015  | 2016  |
| ----- | ----- | ----- | ----- | ----- | ----- | ----- |
| 6194  | ↗6394 | ↘6253 | ↘6157 | ↘6112 | ↘6111 | ↘6087 |
| 2017  | 2018  | 2019  | 2020  |       |       |       |
| ↘5985 | ↘5931 | ↘5768 | ↘5637 |       |       |       |

## Состав городского поселения
| № | Населённый пункт | Тип населённого пункта                  | Население |
| - | ---------------- | --------------------------------------- | --------- |
| 1 | Хвойная          | рабочий посёлок, административный центр | ↗6090     |